# Venancio Paredes
Venancio Paredes – piłkarz paragwajski, obrońca.
Jako piłkarz klubu Club Guaraní wziął udział w turnieju Copa América 1921, gdzie Paragwaj zajął ostatnie, czwarte miejsce. Paredes zagrał we wszystkich trzech meczach - z Urugwajem, Brazylią i Argentyną.
Rok później wziął udział w turnieju Copa América 1922, gdzie Paragwaj został wicemistrzem Ameryki Południowej. Paredes zagrał we wszystkich pięciu meczach - z Brazylią, Chile, Urugwajem, Argentyną i w decydującym o mistrzostwie barażu z Brazylią.
Paredes wziął udział w turnieju Copa Chevallier Boutell 1923, wygranym przez Paragwaj. Zagrał w obu meczach z Argentyną.
Nadal jako piłkarz klubu Guaraní wziął udział w turnieju Copa América 1923, gdzie Paragwaj zajął trzecie miejsce. Paredes zagrał w dwóch meczach - z Argentyną i Urugwajem.
Razem z klubem Guaraní Paredes dwukrotnie zdobył mistrzostwo Paragwaju - w 1921 i 1923 roku.